# Pierre-Benoît Dumas
Pour les articles homonymes, voir Dumas.
Pierre-Benoît Dumas, orthographié parfois Pierre Benoist Dumas (1696-1746) est une personnalité française qui a exercé, durant la première moitié du XVIIIe siècle, entre le 21 juillet 1727 et le 11 juillet 1735, les fonctions de gouverneur de Bourbon, aujourd'hui Île de La Réunion et de l'Île de France aujourd'hui Ile Maurice, puis de 1735 à 1741, gouverneur de Pondichéry.

## Biographie
- Né le 19 mai 1696 - Rue Saint-Honoré - Paris, 75000, Paris, Ile-de-France, France
- Baptisé le 20 mai 1696 - Saint-Roch - Paris, 75000, Paris, Ile-de-France, France
- Décédé le 29 octobre 1746 - 41 rue de Richelieu - Paris, 75000, Paris, Ile-de-France, France , à l’âge de 50 ans
- Inhumé le 30 octobre 1746 - Chapelle de la Ste-Vierge à Saint-Roch - Paris, 75000, Paris, Ile-de-France, France
- Écuyer, Gouverneur de l'ile Bourbon 1727-35, Gouv. de Pondichéry 1734-41

Benoist Dumas était le filsde Pierre Benoist Dumas originaire d'Estibeau en Chalosse, Marchand à Lyon, puis à Paris, Bourgeois de Paris, Commis des fermes à Orléans et de Marie Philippe son épouse. Il avait un frère Olivier Benoist (Gabriel) Dumas. 
Le nom patronymique de Dumas ne figure pas sur son acte de naissance, pas plus que sur celui de son frère Gabriel, ce qui amènera plus tard les familles du nom de Benoist à réclamer leur héritage. C'est par erreur que dans le contrat de mariage, il a été nommé Pierre Benoist au lieu de Benoist Benoist qui étaient ses véritables noms. 
Légitimé sur l'acte de mariage de ses parents, l'acte est très peu lisible mais on lit bien May 1696. 
Il fit ses études au collège des Quatre-Nations.
Pierre Dulivier, nommé gouverneur de Pondichéry, l'emmène comme secrétaire en 1712. Ils s'embarquent à Saint-Malo sur l'Auguste. Partis de Saint-Malo le 23 mars 1713, ils arrivent à Pondichéry le 24 septembre. C'est à ce moment qu'il décida de prendre pour lui et sa famille le nom de Dumas.
Entre à 17 ans en 1713 au service de la Compagnie des Indes et envoyé à Pondichéry. Nommé conseiller au Conseil supérieur en 1718, on lui confie l'administration de la caisse de la  Compagnie. Il est nommé Avocat général en 1721.
Il se marie avec le 23 juillet 1722, à Pondichéry, avec Marie Gertrude van Zyll fille d'un commandant de navire pour la "Cie d'Hollande". Son contrat de mariage est signé par Lenoir, gouverneur de Pondichéry.
Après un séjour à Paris de 2 ans, nommé directeur général des iles de France et de Bourbon du 17 janvier 1727 au 11 juillet 1735 résidant à Saint-Paul, gouverneur de l'Ile de France (Ile Maurice) du 13 mars 1729 au 20 août 1729,
Nommé le 27 novembre 1730 gouverneur général pour la Cie des Indes et président du Conseil supérieur, gouverneur de Pondichéry de 1735 à 1741, prédécesseur de Dupleix. Pondichéry comptait alors environ 120 000 habitants.
Il laissa le gouvernement de Pondichéry en octobre 1741 à Dupleix.
Anobli par L.P. données à Fontainebleau en octobre 1737, et en même temps reçu chevalier dans l'ordre de Saint-Michel,  le 20 septembre 1742. L'enquête de noblesse fait disparaître le prénom de Pierre, remplacé par celui de Benoist répété deux fois. Il prend pour blason "De sinople à 3 canettes d'or, posées 2 et 1". 
Sera nommé directeur de la Compagnie des Indes le 4 mars 1743.

## L'île Bourbon (La Réunion)
Il arrive à l'île Bourbon le 18 juillet 1727, sur le navire Le Solide, accompagné de son épouse et de son jeune frère Gabriel.
Sur l'île de La Réunion, il résidait à Saint-Paul. Il a organisé l'accélération de la production de café. En 1728 dans une lettre au ministre de la Marine du 27 avril 1728, il s'enthousiasme : « On ne peut rien voir de plus beau que les plantations de café qui se multiplient à l'infini. Cette île sera dans peu capable d'en fournir au-delà de la consommation du royaume. ». Pierre Benoît Dumas stimule une véritable colonisation du Sud de Bourbon, 244 concessions sont attribuées pendant ses huit années d'administration.
En 1729, il fait face à une terrible épidémie de variole qui fait plus de 1 500 victimes.
En février 1730, un complot d'esclaves, est découvert, à la suite d'une dénonciation. Les mutins seront condamnés et exécutés.
Pierre Benoît Dumas quitte l'Ile de Bourbon le 8 août 1735 à bord du duc de Bourbon.

## L'île de France (île Maurice)
Il sera également nommé quelques mois Gouverneur de l'Île de France du 13 mars 1729 au 20 août 1729.

## Pondichéry
Il est autorisé en 1736 à frapper monnaie, grâce à un accord signé avec l'empereur Muhammad Shâh, les émissions de roupies de l'Inde française peuvent commencer, comportant les armes du Royaume de France mais pour le compte de la Compagnie. 
Il reçut du Grand Moghol le titre de Nabab (Nawab) qui lui donnait le commandement de 4 500 cavaliers pour la garde de sa personne. Il les organise en un véritable corps d’auxiliaires indiens organisé à l’Européenne, les Cipayes. Ainsi le Gouverneur de Pondichéry devint un prince indien. L’octroi de ce titre suscita une grande inquiétude chez les Anglais. En 1737, ils avaient adressés aux directeurs de l’East India Company « the most particular intelligence procurable concerning those powerful competitors, the French, and there commerce, must be annually communicated to us ». 
Le gouverneur de la forteresse de Trichinoply et gendre du nabab d’Arcate, en lutte contre le roi de Tanjore, proposa aux français de leur livrer Karikal, s’ils lui donnaient une aide en hommes et en armes. Dumas accepta et, après la victoire de Chanda Sahib, il obtint concession de la Ville de Karital, le 25 avril 1739.

## Retour en France
Achète 20.000 L, une maison rue Sainte-Apolline, le 5 décembre 1726 : Gaillardie notaire.
Achète 135.000 L, l'hôtel de Crussol, 41 rue de Richelieu, le 7 septembre 1742
Achète la seigneurie de Stains le 26 avril 1743 :
En 1744, achète la charge de Receveur Général des Finances de la Généralité d'Orléans.